# Rue Monteil
La rue Monteil est une voie de Nantes, en France.

## Situation et accès
Située dans le centre-ville de Nantes, la rue Monteil, qui relie la rue Fouré à l'allée Baco, est bitumée et ouverte à la circulation automobile. Elle rencontre les rues Émile-Péhant et Crucy.

## Origine du nom
Son nom rendrait hommage à l'évêque Adhemar de Monteil (mort en 1098), ou à l'historien Amans-Alexis Monteil (1769-1850).

## Historique
Le nom de rue Monteil est attribué en 1836.